# Batz Without Flesh
Batz Without Flesh war ein Musikprojekt aus Newark, Delaware.

## Geschichte
Batz Without Flesh wurde 1986 von Claude S. Willey Jr. (Gesang, Synthesizer, Gitarre), John Dugan (Gesang, Horn, Synthesizer) sowie John Kmetz (viola, vocals) and ‚Sloth‘ (Gitarre, Effekte, Samples) gegründet.
Mit ihrer Mixtur aus Electro Wave und EBM konnten sie besonders in den frühen 1990er Jahren einige Erfolge verbuchen und landeten mit Liedern wie Futureshock, Retention, Auto-Suggestion, 21-375 oder Avalanche einige Untergrund-Hits. Batz Without Flesh selbst bezeichneten ihren Stil als „Angry Hard Beat Electro-Punk“.
Als Vorbilder dienten hauptsächlich britische und amerikanische Elektronik- und Industrial-Ikonen wie Throbbing Gristle, Suicide, Clock DVA, The Human League und Portion Control. Nach der Debüt-EP Batz Without Flesh, die im Jahre 1987 veröffentlicht wurde, verließ John Dugan die Band. Das 1989er Album A Million Bricks spielten Claude Willey und John Knetz unter Mithilfe des Gastmusikers Vinnie Spit alias SPIT (Bass, Schlagzeug) zu zweit ein.
Ein Jahr später verließ auch ‚Sloth‘ das Projekt und widmete sich der Rock-Band Zen Guerrilla. Die dritte Veröffentlichung No Memory wurde von Willey und ‚SPIT‘ ausgearbeitet. In dieser Besetzung erschien 1992 mit This Liquid auch das letzte Album. Claude S. Willey gründete anschließend die Band Exterior Mirror und löste Batz Without Flesh auf.

## Name
Der Name „Batz Without Flesh“ wurde stets als „Fledermäuse ohne Fleisch“ fehlinterpretiert, wodurch die Gruppe häufig in das Gothic-Umfeld gedrängt wurde. Gemeint war hierbei jedoch tatsächlich ein Kampf auf geistiger Ebene (Battles Without Flesh).

## Diskografie
- 1987: Batz Without Flesh (MLP)
- 1989: A Million Bricks (LP / MC)
- 1991: No Memory (LP)
- 1992: This Liquid (CD)
- 1994: Initial Stages (1987–1989) (CD)